# Lerista walkeri
Lerista walkeri este o specie de șopârle din genul Lerista, familia Scincidae, descrisă de Boulenger 1891. A fost clasificată de IUCN ca specie cu risc scăzut. Conform Catalogue of Life specia Lerista walkeri nu are subspecii cunoscute.